# Alenka Tetičkovič
Alenka Tetičkovič, slovenska gledališka, filmska in televizijska igralka, * 8. junij 1972, Maribor.

## Življenje

### Začetek
V rodnem Mariboru je končala osnovno in srednješolsko izobraževanje. Leta 1991 je začela s študijem dramske igre in umetniške besede na AGRFT v Ljubljani. Zaključila ga je leta 1995 v vlogi Matilde v uprizoritvi Strniševih Ljudožercev v letniku profesorjev Dušana Mlakarja in Kristijana Mucka.

### Kariera
V začetku svoje gledališke poti je bila redna sodelavka mariborske Drame in Mestnega gledališča Ptuj. Kasneje se je osredotočila nekoliko bolj na delo v Ljubljani, kamor jo je vezalo delo na televiziji in igralsko-raziskovalno delo v gledališču, saj sodeluje v številnih profesionalnih, eksperimentalnih in avantgardnih gledaliških projektih. Od leta 2005 je članica GOML-a, danes Lutkovnega gledališča Ljubljana. Leta 2009 se je odločila za produkcijo lastne gledališke predstave.
Otroci so jo sprejeli v različnih vlogah kot Tinko Šminko, Špelo, Žogico Nogico in ostalih likih. Kljub temu pa je za njih prav tako kot za njihove starše najbolj prepoznavna kot Sestra Franja iz televizijske nadaljevanke Naša mala klinika.
Vodila je tudi Hit festival, nastopila v Evi Braun/Hitlerjevi ljubici, posodila je glas Briti v Divjini, v sinhroniziranem filmu Alvin in veverički 2 pa je posodila glas veveričji samički Elanor.

### Zasebno življenje
Ima 2 otroka, in sicer hčerko Tojo in sina Taja. Njen oče je priznani mariborski nevrolog prof. dr. Erih Tetičkovič.

## Vloge v gledališču
2017 Peter Pan, Jera Ivanc po istoimenski igri J. M. Barrieja, r. Yulia Roschina, Lutkovno gledališče Ljubljana, LGL
2016 Bi se gnetli na tej metli?, Julia Donaldson, Axel Scheffler, r. Jaka Ivanc, Lutkovno gledališče Ljubljana, LGL
2015 Odvratne rime, dramska predstava, Roald Dahl, r. Vinko Möderndorfer, Lutkovno gledališče Ljubljana, LGL
2014 Emil in detektivi, Erich Kästner, r. Ajda Valcl, Lutkovno gledališče Ljubljana, LGL
2014 Pepelka, Simona Semenič, r. Ivana Djilas, Lutkovno gledališče Ljubljana, LGL
2012 Pink, monokomedija, Janja Vidmar, r. Iztok Valič, Lutkovno gledališče Ljubljana (LGL)
2011 Starka, Razbojniška deklica, Laponka; Hans Christian Andersen – Andrej Jaklič Snežna kraljica, r. Tijana Zinajić, LGL
2009 Semafor, Visoka hiša, Vitamini, Pralni stroj; Vinko Möderndorfer Zeleni fantek, r. Vinko Möderndorfer, LGL, Dramski oder
2009 Punčka; Jernej Kuntner Mavrica, r. Jernej Kuntner in Alenka Tetičkovič, LGL, Dramski oder
2008 Anina mama, Zvezdona; V ozvezdju postelje, r. Vinko Möderndorfer, GOML
2008 Silvija Šesto Itak maži, r. Ladislav Vindakijević, GOML
2008 Mercedes; Jordi Galcerán Grönholmova metoda, r. Nenni Delmestre, MG Ptuj (MG Ptuj)
2006 Bogomir Veras Hej, zbudi se pravljica!, r. Bogomir Veras, GOML
2006 Roald Schimmelpfennig Predtem/Potem, r. Sebastijan Horvat, E.P.I. Center Ljubljana
2006 Johnnie Mortimer/Brian Cook Kadar mačke ni doma, r. Vinko Möderndorfer, Špas teater Mengeš
2006 Michael Frayn Tukaj, r. Ivana Djilas, MG Ptuj
2006 Eva Braun; Stefan Kolditz Eva, Hitlerjeva ljubica, r. Andreja Kovač, ŠKUC gledališče in Cankarjev dom
2006 Hans Christian Andersen/Bogomir Veras Kakor napravi stari,je zmeraj prav, r. Bogomir Veras, GOML
2005 Ax dreams New York, New York, r. Xenia Jus in Alenka Tetičkovič, ŠKUC Gledališče
2004 Tinka Šminka; Bogomir Veras Tinka Šminka, r. Bogomir Veras, GOML
2004 Žogica Nogica; Jan Malik Žogica Nogica, r. Iztok Valič, GOML Ljubljana
2004 Xenia Jus Sirius, r. Xenia Jus, ŠKUC Gledališče
2003 Arthur Schnitzler Cafe Amoral, r. Rene Maurin, MG Ptuj
2003 Ona; Ana Maria Vazques Mrtvakov kruhek, r. Peter Srpčič, ŠKUC gledališče
2003 Špela; Zvjezdana Ladika Lisička Zvitorepka, r. Ivica Šimić, GOML
2003 Dvori, Tožilka; Edna Mazya Igre na dvorišču, r. Alen Jelen, ŠKUC gledališče
2002 Lili Leonida Turk; Lutz Hübner Creeps, r. Rene Maurin, MG Ptuj
2002 Marko Pokorn/Branko Đurić Čas je za spremembo, r. Branko Đurić, Teater 55
2002 Arthur Kopit Pot do nirvane, r. Jaša Jamnik, Gledališče Koper
2001 Princeska; Lilijana Praprotnik Zupančič Princeska in čarodej, r. Miha Alujevič, MG Ptuj
2001 Donald Churchill Samostojni pleskar, r. Marjan Bevk, KUD Studio gledališče Maribor
2000 Theater Rote Grütze Ta presneta ljubezen, r. Niko Krajnc Kus, MG Ptuj
2000 Ona; Jena M. Cocteau Človeški glas, r. Alen Jelen, ŠKUC gledališče
2000 Natalija; Anton Pavlovič Čehov Snubec/Medved, r. Zvone Šedlbauer, MG Ptuj
2000 Degustatorka, Čarovnica; Janusz Glowacki Fortinbras je pijan, r. Zijah A. Sokolović MGL
2000 Eva Luiza; Milan Dekleva/Mojca Kranjc/Alja Predan 1821. Historično-ljubavni igrokaz, r. Zvone Šedlbauer, MGL
1999 Ana; Robert Thayental Ana in kralj, ki je padel iz pravljice, r. Samo M. Strelec, MG Ptuj
1999 Štefka Valentin; Willy Russel Štefka Valentin, r. Peter Srpčič, MG Ptuj
1999 Žarko Petan Od jutri do včeraj, r. Žarko Petan, MGL
1999 Iras; William Shakespeare Antonij in Kleopatra, r. Zvone Šedlbauer, MGL
1998 Ana Zupančič (vskok); Boštjan Tadel Policija d. d., r. Boris Kobal, MGL
1998 Maja Menart; Michel Tremblay Nore babe, r. Boris Kobal, MGL
1998 Klient; Bernard-Marie Koltes V samoti bombažnih polj, r. Nick Upper, Slovensko mladinsko gledališče]]
1997 Hermaine; Pierre de Marivaux Disput, r. Vito Taufer, PDG Nova Gorica
1997 Liz; Edward Bond Rešeni, r. Zvone Šedlbauer, MGL
1996 Marjetka; Marko Vezovišek Faust TV, r. Marko Vezovišek, Opera in balet SNG Maribor
1996 Jill Mason; Peter Shaffer Equus, r. Tomi Janežič, MGL
1995 Kje je Franz ali deklica s steklenimi očmi, r. Pepi Sekulič, Cankarjev dom Ljubljana
1995 Klara; Franz Kafka Amerika, r. Janusz Kica, Drama SNG Maribor
1995 Honey; Edward Albee Kdo se boji Virginije Woolf, r. Radko Polič, Drama SNG Maribor
1995 Matilda; Gregor Strniša Ljudožerci, r. Aleš Novak, AGRFT
1995 Tihotapska Ema; Bertolt Brecht Gospod Puntila in njegov hlapec Matti, r. Jernej Lorenci, AGRFT
1994 Iokasta; Euripides Feničanke (Z dodanimi prizori iz Sofoklove Antigone), r. Tomi Janežič, AGRFT
1994 Constance Bonacieux; Alexander Dumas Trije mušketirji, r. Janusz Kica, Drama SNG Maribor
1993 Učiteljica Alenka; Marko Vezovišek Jermanovo seme, r. Marko Vezovišek, Drama SNG Maribor
1989 Milan Dekleva Zveza diamantnega čuka, r. Samo M. Strelec, Drama SNG Maribor
1989 Garderoberka; Igor Koršič Modri angel, r. Karpo Godina, Drama SNG Maribor

## Vloge v filmu in na televiziji
2004–2007 Sestra Franja; Naša mala klinika     TV nadaljevanka
Gorske sanje Planet TV
1997 Stereotip
1995 Striptih
Hotel Transilvanija (Roza)

## Nagrade
2007 Severjeva nagrada za vlogo Eve Braun, produkcija ŠKUC gledališče in Cankarjev dom, režija Andreja Kovač